# Million Dollar Legs (1932)
Million Dollar Legs is een Amerikaanse filmkomedie uit 1932 onder regie van Edward F. Cline. De film werd destijds in Nederland uitgebracht onder de titel Zij winnen de Olympiade.

## Verhaal
De republiek Klopstokia zit in geldnood. Een Amerikaanse borstelverkoper suggereert aan de president dat de atletische inwoners van Klopstokia kunnen deelnemen aan de Olympische Spelen in Los Angeles. Klopstokia lijkt onverslaanbaar, totdat een spionne tweedracht zaait in de nationale ploeg.

## Rolverdeling
| Acteur         | Personage              |
| -------------- | ---------------------- |
| Jack Oakie     | Migg Tweeny            |
| W.C. Fields    | President              |
| Andy Clyde     | Kamerdienaar           |
| Lyda Roberti   | Mata Machree           |
| Susan Fleming  | Angela                 |
| Ben Turpin     | Geheimzinnige man      |
| Hugh Herbert   | Minister van Financiën |
| George Barbier | Mr. Baldwin            |
| Dickie Moore   | Willie                 |